# 東南安那托利亞地區

東南安那托利亞地區在土耳其的位置

東南安那托利亞地區（土耳其語：Güneydoğu Anadolu Bölgesi）是土耳其的七個地理分區之一，位於該國的東南側，與敘利亞接壤。該地區面積59,176平方千米，為七個地理分區中最小的分區。